# أحمد ماهر (لاعب كرة قدم)
أحمد ماهر هو لاعب كرة قدم مصري، ولد في ١ سبتمبر 1990 في مصر. لعب مع نادي المقاولون العرب ونادي الزمالك ونادي المنصوره